# Cámara de foto-video

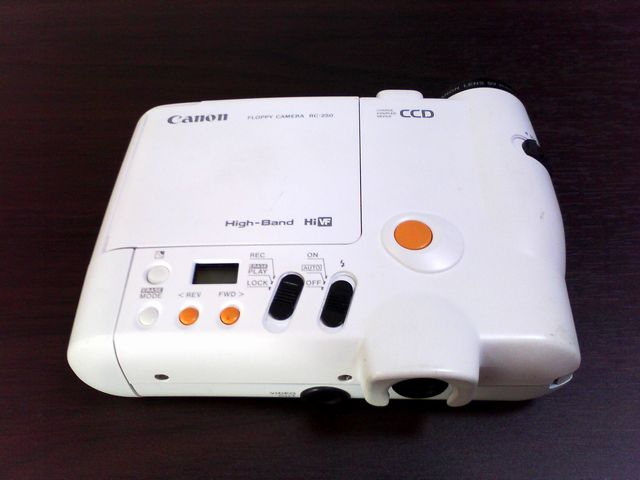
Canon RC-250 QPIC, cámara de video fijo.

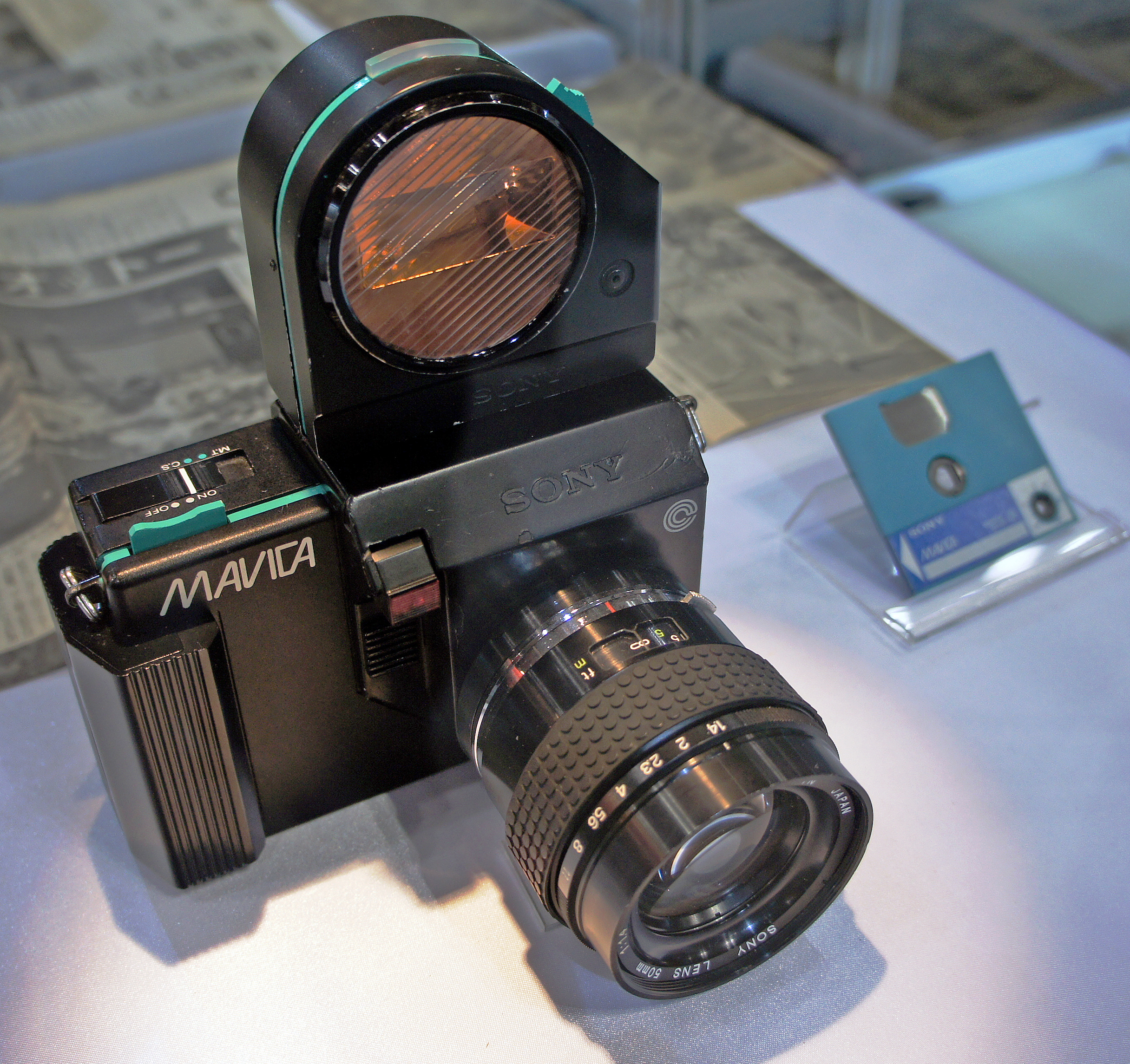
Prototipo de cámara de video fijo Sony Mavica de 1981.

Una cámara de foto-video o bien cámara de video fijo es un tipo de cámara electrónica que toma imágenes fijas y las almacena como fotogramas individuales de video. Estas cámaras alcanzaron su punto máximo de popularidad a finales de la década de 1980 y se pueden considerar como las predecesoras de la cámara digital. Los modelos más conocidos son la Sony Mavica y las cámaras Ion y Xapshot de Canon.
El diseño más común tiene un sensor de imagen y el hardware básico de procesamiento, similares a los de una cámara de vídeo analógica doméstica. Sin embargo, en lugar de almacenar tramas consecutivas en la cinta para formar una imagen en movimiento, se extrae de la señal de salida de vídeo un solo cuadro de imagen y se guarda en un disco magnético giratorio (un disquete de vídeo). En la reproducción, el disco se hace girar a la velocidad de fotogramas del sistema de video utilizado, siendo leído el cuadro grabado de forma repetida. Esto produce una señal de vídeo estándar que se puede ver en un televisor normal y corriente. 
La limitación obvia es que la reproducción es aproximadamente equivalente a la operación de un grabador de video en modo pausa. Dado que el video se almacena como un fotograma de video convencional en formato NTSC o PAL, la resolución se limita a la de cualquier imagen de video. Y puesto que las imágenes no se almacenan digitalmente, para transferir las fotos a un ordenador hace falta una tarjeta de captura de video.